# Lame de fond (film, 1946)
Cet article concerne le film de Vincente Minnelli. Pour le film de Ridley Scott, voir Lame de fond.
Pour les articles homonymes, voir Lame de fond et Undercurrent (homonymie).
Pour plus de détails, voir Fiche technique et Distribution.
Lame de fond (Titre original : Undercurrent) est un film américain réalisé par Vincente Minnelli, sorti en 1946.

## Synopsis
Ann Hamilton, jeune femme passionnée de sciences, plutôt "garçon manqué" collabore avec son père et semble vouée au célibat. Mais elle rencontre un célèbre inventeur, Alan Garroway. Séduite, elle l'épouse et le couple part à Washington. La jeune femme découvre la haute société où elle se trouve d'abord très mal à l'aise et provinciale. Puis elle s'adapte avec brio. Elle apprend fortuitement l'existence du frère d'Alan que celui-ci hait et présente comme un voyou. Tout ce qui évoque Michael Garroway, un recueil de poèmes, une mélodie, un chien, un fougueux étalon provoque la colère et la violence d'Alan. Lors d'un séjour à San Francisco Ann va tenter de percer le mystère des deux frères et risquer sa vie pour le comprendre.

## Fiche technique
- Titre : Lame de fond
- Titre original : Undercurrent
- Réalisation : Vincente Minnelli
- Scénario : Edward Chodorov, George Oppenheimer (non crédité) et Marguerite Roberts (non créditée) d'après un récit de Thelma Stradel
- Production  : Pandro S. Berman
- Société de production : Metro-Goldwyn-Mayer
- Musique : Herbert Stothart
- Photographie : Karl Freund
- Montage : Ferris Webster
- Direction artistique : Randall Duell et Cedric Gibbons
- Décorateur de plateau : Edwin B. Willis
- Costumes : Irene
- Pays d'origine : États-Unis
- Langue : anglais
- Format : Noir et blanc - Son : Mono (Western Electric Sound System)
- Genre : Drame, Film noir
- Durée : 116 minutes
- Dates de sortie : 
  - États-Unis : 28 novembre 1946
  - France : 14 janvier 1948

## Distribution
- Katharine Hepburn  (VF : Paula Dehelly) : Ann Hamilton
- Robert Taylor (VF : Marc Valbel) : Alan Garroway
- Robert Mitchum (VF : Roger Tréville) : Michael Garroway
- Edmund Gwenn (VF : Jean Croué) : Professeur "Dink" Hamilton
- Marjorie Main (VF : Juliette Paroly) : Lucy
- Jayne Meadows : Sylvia Lea Burton
- Clinton Sundberg (VF : Jean-Henri Chambois) : M. Warmsley
- Dan Tobin : Professeur Joseph Bangs
- Kathryn Card : Mme Foster
- Leigh Whipper : George
- Charles Trowbridge (VF : Henri Crémieux) : Justice Putnam
- James Westerfield (VF : Pierre Morin) : Henry Gilson

Parmi les acteurs non crédités :
- Sarah Edwards : Cora
- Hank Worden : L'homme remettant un télégramme